# Damone
Damone foi uma banda estadunidense de hard rock com elementos distintos de power pop em seu som. A banda surgiu em Waltham, uma cidade situada a oeste de Boston, Massachusetts, e consistiu de Noelle Leblanc (vocal / guitarra), Mike Woods (guitarra), Vazquez (guitarra baixo) e Dustin Hengst (bateria).

## Integrantes
| Integrantes    | Instrumentos     |
| -------------- | ---------------- |
| Noelle Leblanc | Vocal e guitarra |
| Mike Woods     | guitarra         |
| Vazquez        | baixo            |
| Dustin Hengst  | bateria          |

## Discografia
| From the Attic     | 2003 |
| Out Here All Night | 2006 |
| Roll the Dice      | 2008 |

## Videografia
Videoclips
| Título                | Álbum              | Ano  |
| --------------------- | ------------------ | ---- |
| Frustrated Unnoticed  | From the Attic     | 2003 |
| Out Here All Night    | Out Here All Night | 2006 |
| What We Came Here For | Out Here All Night | 2006 |